# Slowaaks curlingteam (vrouwen)
Het Slowaakse curlingteam vertegenwoordigt Slowakije in internationale curlingwedstrijden.

## Geschiedenis
Slowakije nam voor het eerst deel aan een internationaal toernooi tijdens het Europees kampioenschap van 2005, in het Duitse Garmisch-Partenkirchen. Een succes werd dit evenwel niet: Slowakije verloor al z'n zes wedstrijden. Ook de volgende jaren eindigden de Slowaken telkens in de onderste regionen van het klassement. In 2009 degradeerde het Slowaakse team uit de B-divisie. Sedertdien pendelt Slowakije regelmatig tussen het tweede en derde niveau. Momenteel vertoeft het Slowaakse team in de B-divisie.
Aan het wereldkampioenschap curling en aan de Olympische Winterspelen nam Slowakije nog nooit deel.

## Slowakije op het Europees kampioenschap
| Jaar | Plaats        | Skip              | WG            | W             | V             | PV            | PT            |
| ---- | ------------- | ----------------- | ------------- | ------------- | ------------- | ------------- | ------------- |
| 1993 | Geen deelname | Geen deelname     | Geen deelname | Geen deelname | Geen deelname | Geen deelname | Geen deelname |
| 1994 | Geen deelname | Geen deelname     | Geen deelname | Geen deelname | Geen deelname | Geen deelname | Geen deelname |
| 1995 | Geen deelname | Geen deelname     | Geen deelname | Geen deelname | Geen deelname | Geen deelname | Geen deelname |
| 1996 | Geen deelname | Geen deelname     | Geen deelname | Geen deelname | Geen deelname | Geen deelname | Geen deelname |
| 1997 | Geen deelname | Geen deelname     | Geen deelname | Geen deelname | Geen deelname | Geen deelname | Geen deelname |
| 1998 | Geen deelname | Geen deelname     | Geen deelname | Geen deelname | Geen deelname | Geen deelname | Geen deelname |
| 1999 | Geen deelname | Geen deelname     | Geen deelname | Geen deelname | Geen deelname | Geen deelname | Geen deelname |
| 2000 | Geen deelname | Geen deelname     | Geen deelname | Geen deelname | Geen deelname | Geen deelname | Geen deelname |
| 2001 | Geen deelname | Geen deelname     | Geen deelname | Geen deelname | Geen deelname | Geen deelname | Geen deelname |
| 2002 | Geen deelname | Geen deelname     | Geen deelname | Geen deelname | Geen deelname | Geen deelname | Geen deelname |
| 2003 | Geen deelname | Geen deelname     | Geen deelname | Geen deelname | Geen deelname | Geen deelname | Geen deelname |
| 2004 | Geen deelname | Geen deelname     | Geen deelname | Geen deelname | Geen deelname | Geen deelname | Geen deelname |
| 2005 | 23            | Barbora Bugárová  | 6             | 0             | 6             | 28            | 66            |
| 2006 | 19            | Barbora Bugárová  | 5             | 1             | 4             | 27            | 48            |
| 2007 | 21            | Barbora Vojtušová | 5             | 1             | 4             | 30            | 44            |
| 2008 | 18            | Barbora Vojtušová | 5             | 2             | 3             | 27            | 27            |

| Jaar | Plaats | Skip              | WG | W  | V  | PV  | PT  |
| ---- | ------ | ----------------- | -- | -- | -- | --- | --- |
| 2009 | 20     | Daniela Matulová  | 5  | 1  | 4  | 23  | 39  |
| 2010 | 21     | Daniela Matulová  | 4  | 2  | 2  | 40  | 27  |
| 2011 | 13     | Gabriela Kajanová | 13 | 8  | 5  | 79  | 73  |
| 2012 | 20     | Daniela Matulová  | 9  | 2  | 7  | 46  | 61  |
| 2013 | 21     | Dominika Nitková  | 8  | 3  | 5  | 52  | 60  |
| 2014 | 20     | Marína Gallová    | 17 | 7  | 10 | 106 | 104 |
| 2015 | 17     | Gabriela Kajanová | 18 | 10 | 8  | 110 | 89  |
| 2016 | 19     | Elena Axamítová   | 10 | 2  | 8  | 65  | 83  |
| 2017 | 21     | Daniela Matulová  | 9  | 6  | 3  | 72  | 44  |
| 2018 | 19     | Silvia Sýkorová   | 16 | 7  | 9  | 90  | 88  |
| 2019 | 15     | Gabriela Kajanová | 18 | 11 | 7  | 120 | 112 |
| 2021 | 18     | Daniela Matulová  | 9  | 2  | 7  | 40  | 68  |
| 2022 | 19     | Gabriela Kajanová | 9  | 3  | 6  | 46  | 70  |
| 2023 | 20     | Daniela Matulová  | 20 | 7  | 13 | 118 | 157 |
| 2024 | 22     | Gabriela Kajanová | 11 | 8  | 3  | 74  | 61  |
| 2025 | ?      | Gabriela Kajanová | 8  | 7  | 1  | 57  | 32  |

Andorra · Australië · België · Brazilië · Bulgarije · Canada · China · Chinees Taipei · Denemarken · Duitsland · Engeland · Estland · Filipijnen · Finland · Frankrijk · Groot-Brittannië · Hongarije · Hongkong · Ierland · Israël · Italië · Jamaica · Japan · Kazachstan · Kenia · Kroatië · Letland · Litouwen · Luxemburg · Mexico · Nederland · Nieuw-Zeeland · Nigeria · Noorwegen · Oekraïne · Oostenrijk · Polen · Portugal · Qatar · Roemenië · Rusland · Schotland · Servië · Slovenië · Slowakije · Spanje · Thailand · Tsjechië · Tsjecho-Slowakije · Turkije · Verenigde Staten · Wales · Wit-Rusland · Zuid-Korea · Zweden · Zwitserland